# Whole Heart
Whole Heart, tidigare Livets ord Göteborg, är en frikyrka i Göteborg, ansluten till Trosrörelsen i Sverige. 

## Start
Församlingen Livets Ord växte först fram ur mötesverksamheten i Göteborg under hösten 1998, som startades av församlingen Livets Ord i Uppsala. Omkring varannan helg reste predikanter och bibellärare regelbundet från Uppsala till Göteborg och predikade. Vid ett kvällsmöte i före detta Lundby Gymnasiums aula på Hisingen den 30 september 2001 startade Ulf Ekman officiellt den nya församlingen Livets Ord Göteborg. Men våren 2016 valde församlingen att gå över till pingstkyrkan Connect Church, vilken i sig året därpå gick över till Hillsong Church.
En mindre grupp fortsatte dock med gudstjänster och hemgrupper i mindre skala.  Senare fick församlingen en ny start och numera firar man gudstjänst i Landala kapell på söndagar. 1 april 2018 tillträdde Lennart och Birgitta Fjell som pastorspar. De var tidigare engagerade i Livets Ord i Uppsala och senare i Dalsland. De kvarstod i denna uppgift tills de efterträddes av Elia Källner 2023. Livets Ord Göteborg fortsatte som en utpost till Livets Ord i Uppsala fram till 2024 då de blev självständiga och bytte namn till Whole Heart.